# Hành trình vào tâm Trái Đất
Hành trình vào tâm Trái Đất (tiếng Pháp: Voyage au centre de la Terre) là một tiểu thuyết khoa học viễn tưởng của Jules Verne xuất bản vào năm 1864. Câu chuyện kể về một giáo sư người Đức tin rằng có những miệng núi lửa có con đường đi thẳng xuống trung tâm Trái Đất. Ông, đứa cháu trai Axel, và người dẫn đường Hans của họ đã trải qua những chuyến phiêu lưu thú vị, gặp gỡ những con vật thời tiền sử cùng các thảm họa tự nhiên, cuối cùng đã quay lại được mặt đất ở miền nam nước Ý. Các sinh vật sống mà họ gặp phải phù hợp với từng thời kỳ địa chất, cũng như các lớp đá dần càng cổ hơn khi họ đi xuống càng sâu, những loài vật cũng xưa hơn khi các nhân vật tiến gần đến tâm Trái Đất.
Từ góc độ khoa học, câu chuyện này không có giá trị tuổi thọ cao như những câu chuyện khác của Verne vì phần lớn những ý tưởng của ông về phần bên trong Trái Đất kể từ đó đến nay đều dần được chứng minh là sai lầm. Tuy nhiên, một điểm bù đắp cho cuốn truyện là niềm tin của Verne, được kể qua quan điểm của một nhân vật, rằng bên trong Trái Đất thực ra khác hẳn so với những gì các nhân vật dự đoán. Một trong những ý tưởng chính của Verne với câu chuyện này còn ở chỗ giáo dục người đọc, và bằng cách đưa các sinh vật đã tuyệt chủng vào đúng thời kỳ địa chất của chúng, ông đã cho người đọc một cách hình dung về thế giới cổ đại, từ kỷ băng hà cho đến thời kỳ khủng long.

## Cốt truyện
Câu chuyện bắt đầu vào ngày Chủ nhật 24 tháng 5 năm 1863, tại căn nhà của Giáo sư Lidenbrock. Giáo sư hối hả về nhà để nghiền ngẫm cuốn sách mà ông mới mua, một cuốn sử biên niên của Snorri Sturluson viết về các ông hoàng người Na Uy từng trị vì ở xứ Iceland vào thế kỷ thứ 12, được viết bằng thứ chữ Rune viết tay. Trong khi đang xem xét quyển sách, Lidenbrock và cậu cháu trai của ông Axel đã tìm thấy một tờ ghi chú được mã hóa viết bằng chữ rune. Lidenbrock và Axel dịch các ký tự rune thành chữ Latin, và có được một bức thông điệp dường như được mã hóa lộn xộn. Lidenbrock cố gắng giải mã, khám phá ra rằng thông điệp có thể là một cách mã hóa bằng cách chuyển vị trí các chữ; nhưng kết quả của ông cũng vô nghĩa như bức thư gốc.
Giáo sư Lidenbrock quyết định khóa nhốt mọi người trong nhà và buộc ông cùng những người khác (Axel và cô giúp việc, Martha) không ăn uống gì cả cho đến khi ông giải được mật mã. Axel vô tình khám phá ra chìa khóa mật mã khi dùng tờ giấy mật mã quạt cho mát: cách giải mã của Lidenbrock là đúng đắn, và chỉ cần đọc ngược từ phía sau là có thể khám phá ra đoạn văn viết bằng chữ Latin. Axel quyết định giữ bí mật chìa khóa với Giáo sư Lidenbrock, nhưng sau hai ngày nhịn đói, cậu không thể chịu nổi và tiết lộ nó cho ông chú của mình. Lidenbrock dịch được tờ nhắn, cho thấy đó là lời nhắn từ thời trung cổ của một nhà giả kim thuật người Iceland Arne Saknussemm, tuyên bố đã khám phá ra một con đường đi xuống tâm Trái Đất qua núi lửa Snæfellsjökull ở Iceland. Thông điệp đã giải mã (với một số lỗi chính tả Latin) như sau:
| “ | In Snefflls Iokulis kraterem kem delibat umbra Skartaris Iulii intra kalendas deskende, audas uiator, te terrestre kentrum attinges. Kod feki. Arne Saknussemm. | ” |

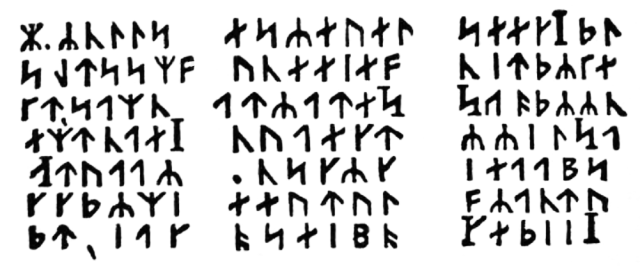
Mật mã chữ Rune

Nếu chữa các lỗi sai, ta có thể đọc là:
| “ | In Sneffels Joculis craterem, quem delibat umbra Scartaris, Julii intra kalendas descende, audax viator, et terrestre centrum attinges; quod feci. Arne Saknussemm | ” |

và được dịch thành tiếng Việt như sau:
| “ | Nhà thám hiểm táo bạo, hãy chui xuống miệng núi lửa Snæfellsjökull, nơi bóng đỉnh Scartaris sẽ liếm nhẹ vào những ngày Sóc tháng 7, sẽ đi được tới tâm của Trái Đất. Như ta đã thực hiện. Arne Saknussemm | ” |

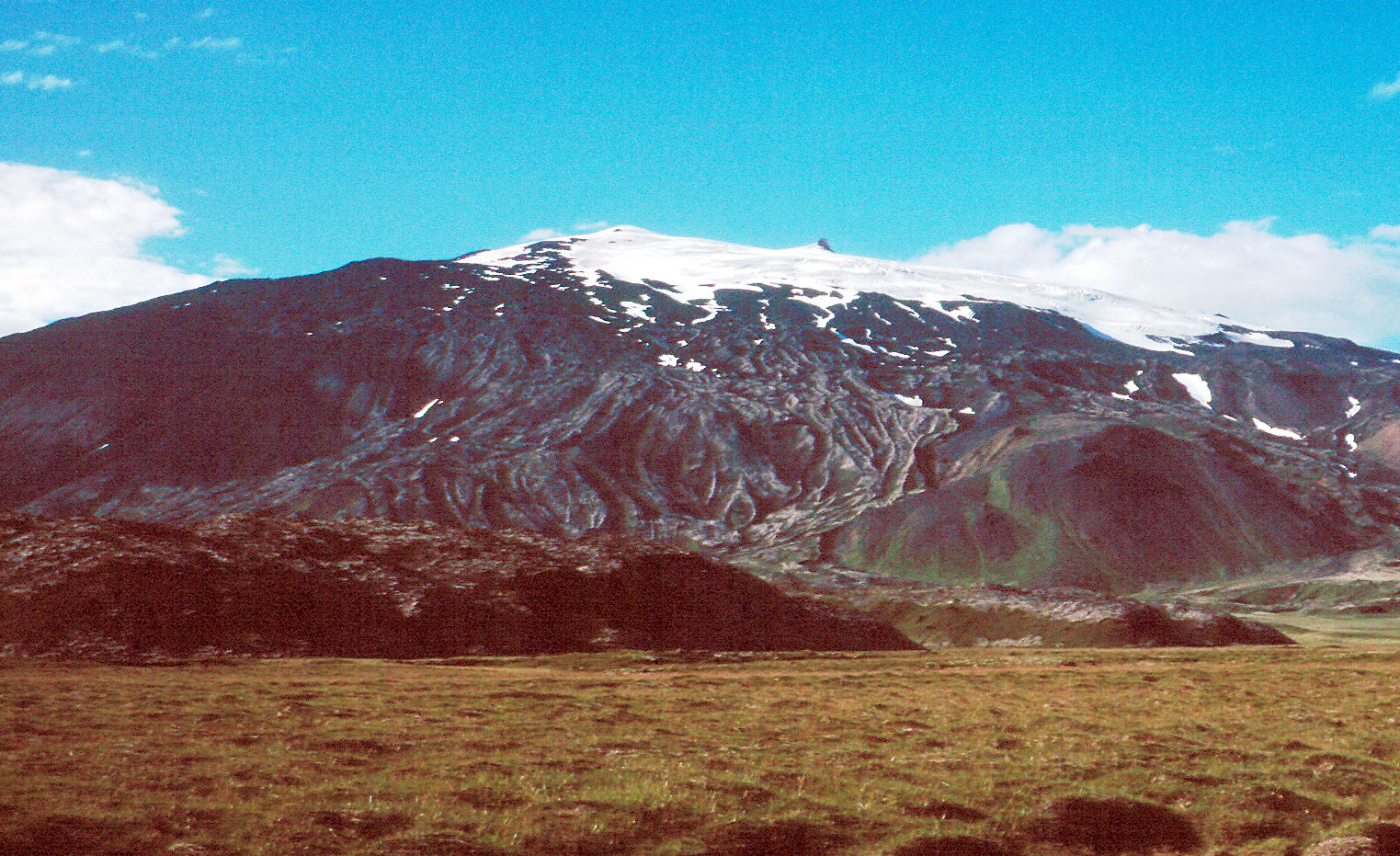
Snæfellsjökull

Giáo sư Lidenbrock là một người thiếu kiên nhẫn đến mức ngạc nhiên, và lập tức lên đường đi Iceland, kéo theo cậu cháu không lấy gì làm hăng hái đi theo. Axel nhiều lần lý luận với ông, giải thích về nỗi sợ khi leo xuống một ngọn núi lửa và nêu lên nhiều lý thuyết khoa học để chứng minh chuyến đi là điều không thể, nhưng không hề khiến Giáo sư suy suyển. Sau một chuyến đi tốc hành qua Lübeck và Copenhagen, họ đến Reykjavík, tại đó hai người mướn người dẫn đường Hans Bjelke (một thợ săn vịt biển Bắc Âu người Iceland nói tiếng Đan Mạch), và đi đến chân ngọn núi lửa. Đến cuối tháng 6 họ đến được vùng núi, có ba ngọn núi lửa. Theo thông điệp của Saknussemm, con đường đến tâm Trái Đất phải đi xuyên qua ngọn núi lửa nào được bóng của ngọn núi gần đó chạm đến vào giờ ngọ. Tuy nhiên, thông điệp cũng nói rằng điều này chỉ xảy ra đúng vào những ngày cuối cùng của tháng 6. Những ngày kế tiếp đã gần đến tháng 7 nhưng trời nhiều mây và không có bóng râm nào cả. Axel mừng thầm, hy vọng việc này sẽ khiến ông chú từ bỏ cuộc thám hiểm và trở về nhà. Tuy nhiên vào ngày cuối cùng, mặt trời ló dạng và họ nhanh chóng nhận ra đỉnh núi sẽ đưa họ vào tâm Trái Đất.
Sau khi tiến sâu vào ngọn núi lửa, đoàn thám hiểm ba người tiến dần vào lòng Trái Đất, gặp phải nhiều hiện tượng kỳ lạ và cả những nguy hiểm chết người, như một hang động đầy khí dễ cháy, những cái giếng cạnh dốc quanh "con đường". Sau khi rẽ lầm đường ở một ngã ba, họ rơi vào tình trạng hết nước uống và Axel gần như chết lịm, nhưng Hans đã khai thông được một con sông ngầm gần đó. Lidenbrock và Axel đặt tên dòng sông mới là "Sông Hans" để ghi công anh và cả ba được cứu sống. Vào thời điểm khác, Axel bị lạc khỏi đoàn và cách hai người còn lại đến vài dặm. May mắn thay, một hiện tượng truyền âm kỳ lạ đã cho phép anh liên hệ với những người còn lại, và họ sớm đoàn tụ được với nhau. Sau khi xuống sâu rất nhiều dặm, theo hướng chảy của sông Hans, họ đi đến một cái hang ngầm to vĩ đại. Thế giới ngầm này được chiếu sáng bằng khí sạc điện ở trần, với một đại dương ngầm rất sâu, chung quanh là đường bờ biển nhiều đá với nhiều loại cây hóa thạch và cây nấm khổng lồ. Những nhà thám hiểm đóng một chiếc bè (mảng) từ thân cây và bắt đầu ra khơi. Giáo sư đặt tên cho vùng biển này là Biển Lidenbrock. Khi đang lênh đênh trên biển, họ nhìn thấy một số sinh vật thời tiền sử như những con Ichthyosaurus khổng lồ, đánh nhau với một con Plesiosaurus và giành chiến thắng. Sau trận đánh nhau giữa những con quái vật, nhóm thám hiểm đi qua một hòn đảo có một mạch nước phun khổng lồ, được Lidenbrock đặt tên là "Đảo Axel". Một cơn bão chớp một lần nữa lại đe dọa đánh nát chiếc bè cùng những người du hành trên đó, nhưng may mắn thay lại ném họ vào bờ biển. Tại phần bờ biển này, Axel khám phá ra có sự sống của những dạng cây và sinh vật tiền sử, trong đó có những con côn trùng khổng lồ và một bầy voi răng mấu. Trên một phía bờ biển đầy xương, Axel khám phá ra xương sọ người khổng lồ, và một thanh gươm, có lẽ của nhà giả kim thuật Arne Saknussemm. Axel và Lidenbrock liều đi vào khu rừng tiền sử, tại đó Giáo sư Lidenbrock phát hiện, với một giọng run rẩy, một con người thời tiền sử, cao hơn 12 feet, đang dựa vào một cái cây và theo dõi một đàn voi răng mấu. Axel không chắc là đã thấy người hay chưa, và anh cùng Giáo sư Lidenbrock đã tranh cãi về một nền văn minh con người có tồn tại dưới mặt đất hay không. Cả ba đều thắc mắc sinh vật đó là vượn giống người, hay là người giống vượn. Cảnh nhìn thấy sinh vật trên được xem là phần nguy hiểm nhất câu chuyện, và những nhà thám hiểm quyết định rằng tốt nhất là không làm cho họ phát hiện ra sự có mặt của mình vì sợ có thể nguy hiểm.
Những nhà du hành tiếp tục khám phá bờ biển, và tìm ra một con đường được Saknussemm đánh dấu để đi tiếp. Tuy nhiên, nó bị một tảng đá có vẻ như mới xuất hiện gần đây chặn kín lối và cả ba không thể tìm cách nào khác đi qua bức tường bằng đá granite. Các nhà thám hiểm định phá nổ hòn đá bằng thuốc nổ bông và leo lên bè đi ra xa bờ để tránh vụ nổ. Tuy nhiên, khi thực hiện kế hoạch, họ mới phát hiện ra nơi hòn đá rơi xuống lại là một cái hố dường như không đáy, chứ không phải con đường đi xuống tâm Trái Đất. Những nhà thám hiểm bị trôi đi khi cả một đại dương đổ ào xuống khoảng trống trên mặt đất. Sau vài giờ bị nước đưa đi với tốc độ ánh sáng, chiếc bè cuối cùng lọt vào một ống núi lửa lớn đầy nước và mắc ma. Sợ hãi, cả ba bị đẩy lên trên, xéo về hướng một mạnh magma nhỏ hơn. Xuyên qua sức nóng đến tức thở, và bắn ra mặt đất qua một rãnh bên của ngọn núi lửa. Sau khi hoàn hồn, họ nhận thấy mình bị bắn lên mặt đất từ một ngọn núi lửa đang hoạt động trên Đảo Stromboli. Họ trở về Hamburg trong sự chào đón nhiệt liệt — Giáo sư Lidenbrock được xưng tụng là một trong những nhà khoa học vĩ đại trong lịch sử, Axel kết hôn với người yêu Gräuben, và Hans trở về cuộc sống yên bình tại nhà ở Iceland. Giáo sư cũng luyến tiếc vì cuộc thám hiểm của họ bị rút ngắn không như mong muốn.
Ở cuối sách, Axel và Lidenbrock nhận ra tại sao chiếc la bàn của họ lại hoạt động kỳ lạ sau chuyến đi trên bè. Họ phát hiện kim la bàn chỉ sai hướng sau khi bị quả cầu lửa điện đánh trúng và cũng suýt làm vỡ chiếc bè gỗ.

## Chuyển thể điện ảnh
- 1959 — Journey to the Center of the Earth, Mỹ, đạo diễn Henry Levin, các diễn viên Pat Boone và James Mason.
- 1976 — Viaje al centro de la Tierra, Tây Ban Nha, đạo diễn Juan Piquer Simón, các diễn viên Kenneth More và Pep Munné.
- 2008 — Journey to the Center of the Earth, một bộ phim 3D của Eric Brevig với các diễn viên chính: Brendan Fraser, Anita Briem và Josh Hutcherson. Bộ phim kể về cuộc phiêu lưu thời hiện đại của tiến sĩ Trevor Anderson cùng cháu trai Sean và Hannah Ásgeirsson vào tâm Trái Đất. Chuyện phim kết luận rằng giả thuyết Trái Đất rỗng là có thật, và Jules Vernes viết được tác phẩm Hành trình vào tâm Trái Đất do một người bạn của ông đã thực sự vào tâm Trái Đất và kể lại cho ông nghe.
- 2008 — Journey to the Center of the Earth - Một bộ phim phát hành ở dạng DVD của The Asylum, chuyển thể hư cấu từ cuốn sách gốc.

## Các bản dịch tiếng Việt
Tác phẩm này có nhiều bản dịch tiếng Việt. Sau đây là danh sách những bản dịch thống kê được:
- Du hành vào lòng địa cầu, Lê Quang Nghĩa dịch, Sài Gòn: Sống Mới, 1972
- Cuộc thám hiểm trong lòng đất, Phan Nhuận dịch, Nhà xuất bản Hải Phòng, 1986[2]
- Cuộc du hành vào trung tâm Trái Đất, Phạm Viêm Phương dịch (theo bản lược dịch của Mary Tomalin), Hà Nội: Nhà xuất bản Văn học, 1996[3]
- Cuộc thám hiểm vào lòng đất, Trần Ngọc Thanh và Giang Hà Vỵ dịch, Hà Nội: Nhà xuất bản Văn học, 2000[4]
- Hành trình vào tâm Trái Đất, Phương Quỳnh và Trần Tú dịch, Hà Nội: Nhà xuất bản Văn hóa Thông tin, 2007[5]